# Soester Fehde

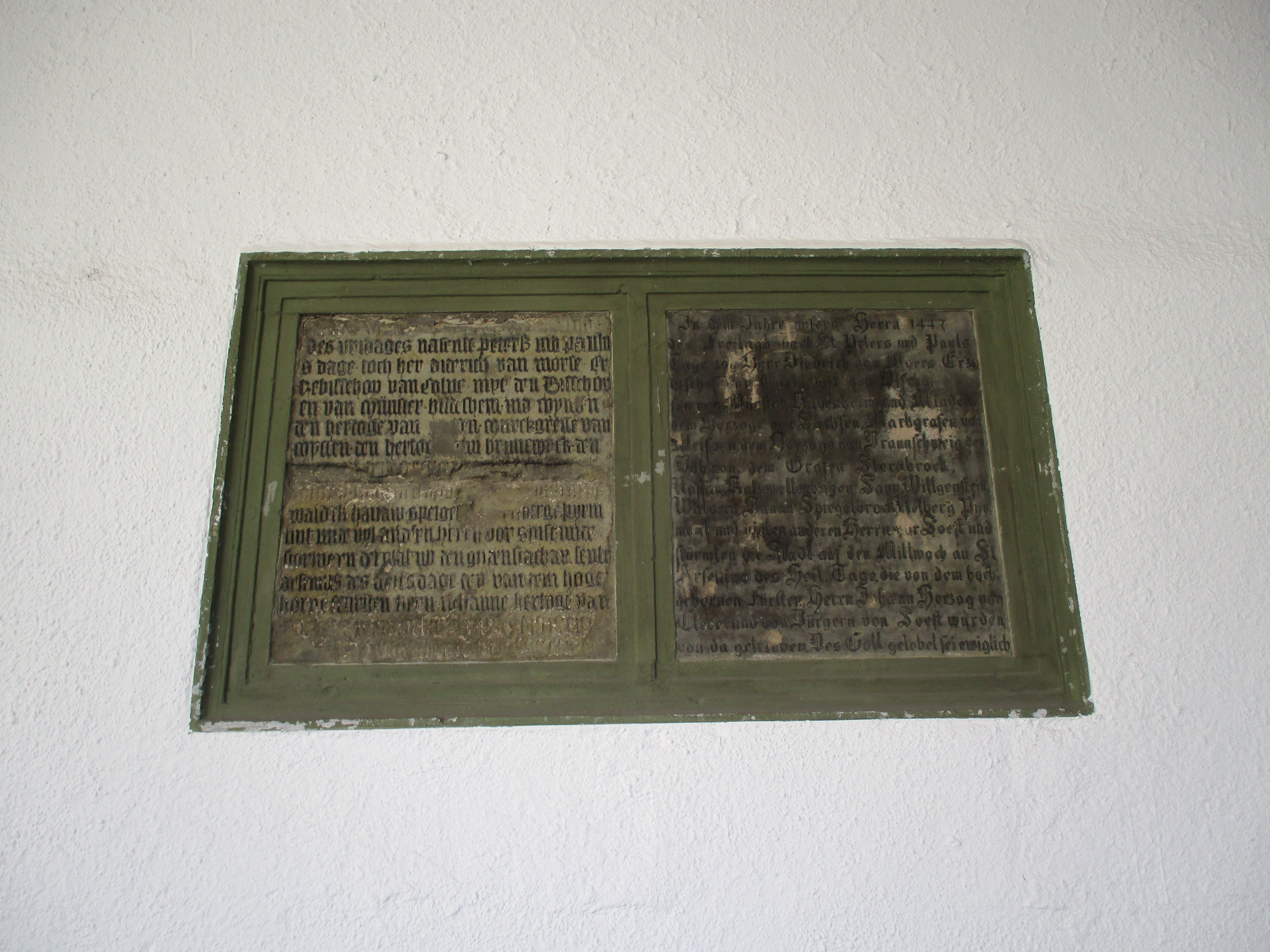
Gedenktafel der Soester Fehde am Rathaus Soest

Die Soester Fehde war eine Fehde in den Jahren 1444 bis 1449. Die Stadt Soest behauptete dabei ihre Freiheit gegenüber dem Erzbischof Dietrich von Köln (1414–1463), der versuchte, seine Herrschaft zu restaurieren. Die Stadt Soest begegnete dieser Politik am 5. Juni 1444 durch die Annahme eines neuen Landesherrn, Johann I., des Herzogs von Kleve-Mark, welcher der Stadt ihre alten Rechte und noch weitere gewährte. Als Folge verhängte Kaiser Friedrich III. die Reichsacht über die Stadt. Der Sieg der Stadt nach Aufgabe des Kölner Erzbischofs führte dazu, dass Soest bis zur preußischen Einverleibung mehr Freiheiten hatte als eine Reichsstadt. Gleichzeitig verlor es durch sein Ausscheiden aus dem Herzogtum Westfalen sein bisheriges wirtschaftliches Hinterland und büßte damit langfristig seine wirtschaftliche Stärke ein.

## Vorgeschichte

Wappen der Grafen von Moers

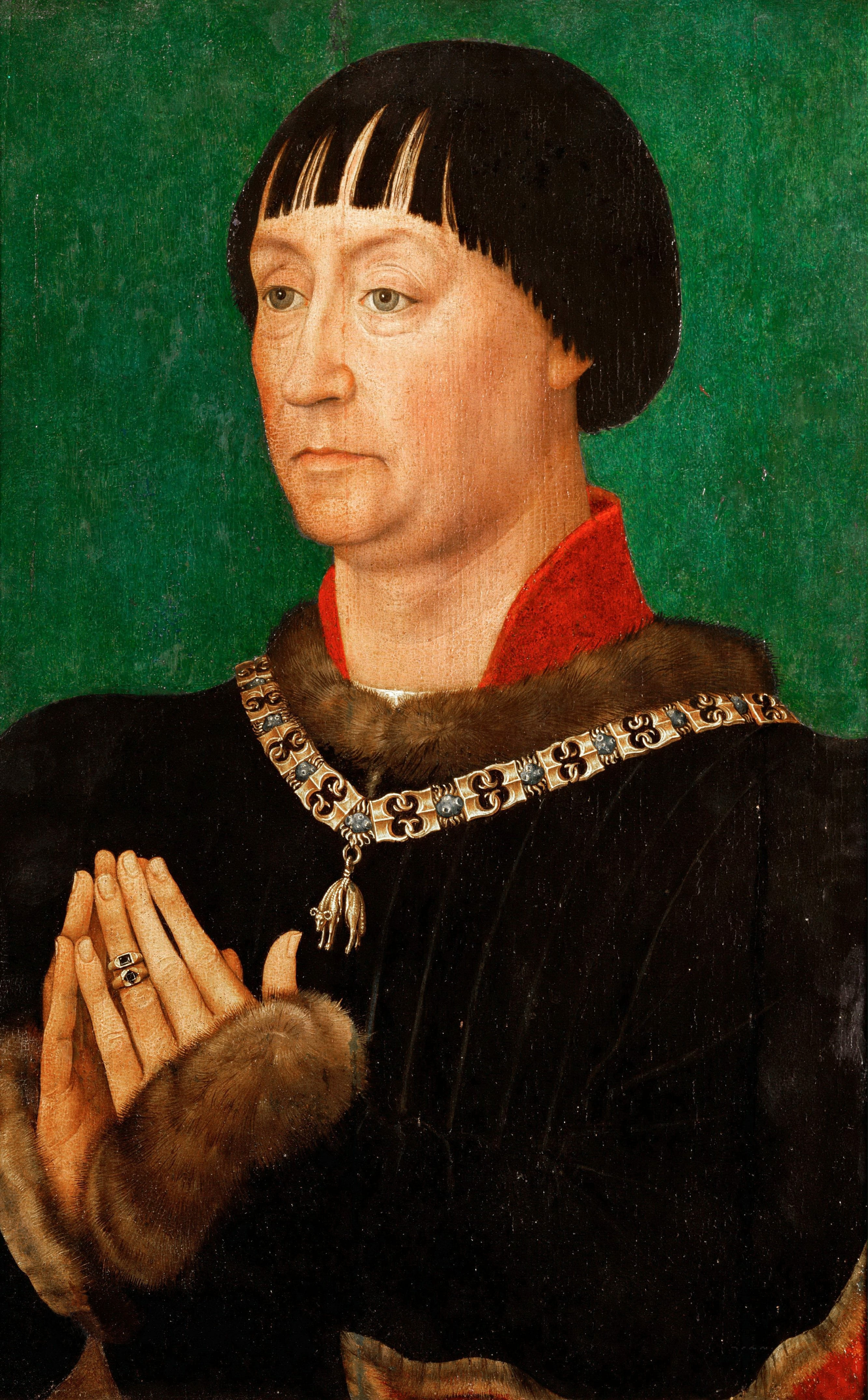
Johann I. von Kleve

Die Stadt Soest war eine bedeutende Handels- und Gewerbestadt, die eine führende Stellung in der Hanse innehatte und seit dem 13. Jahrhundert eine selbstbewusste Territorialpolitik betrieb. Es gelang ihr, das Umland mit zehn Kirchspielen, die Soester Börde, unter ihre Herrschaft zu bringen. Gegenüber dem Kölner Erzbischof als Landesherrn handelte die Stadt weitgehend selbstständig; sie verzichtete aber darauf, die rechtliche Unabhängigkeit als reichsfreie Stadt anzustreben. Damit hätte sie den Schutz des Landesherrn und den Status als Herrschaftszentrum verloren. Mit dem Kauf der Grafschaft Arnsberg 1368 verschoben sich allerdings die Gewichte zu Gunsten der Kölner Erzbischöfe. Damit konnten diese auch Soest Grenzen setzen. Die Stadt näherte sich dem benachbarten Herzogtum Kleve-Mark an. Ein Bündnis zum Schutz der Soester Bürger auf märkischem Territorium wurde 1398 geschlossen. Indirekt richtete es sich aber gegen Erzbischof Friedrich III. von Saarwerden.
Dessen Nachfolger, Erzbischof Dietrich von Moers, war bestrebt, seine weltliche Herrschaft auszubauen. Er betrieb eine bischöfliche Hausmachtpolitik, indem er Brüdern und anderen Verwandten Bischofssitze verschaffte. Mit der Schaffung dieses „westdeutschen Familienimperiums“ verschärfte sich die Konkurrenz zwischen den Häusern Moers, Hoya und Kleve-Mark. Der Konflikt zwischen Kleve-Mark und Moers wurde zu einem Teilaspekt der Fehde. Von Bedeutung war auch die kirchenpolitische Konfliktlinie. Während der Erzbischof auf Seiten des Konzils stand, unterstützten der Herzog von Kleve und sein Verbündeter, der Herzog von Burgund, die päpstliche Seite.
Daneben versuchte der Erzbischof die Territorialisierung des Herzogtums Westfalen voranzutreiben. Gegenüber der Stadt Soest betrieb er eine durchaus wohlwollende Politik. Er unterstützte sie 1433 bei der Einführung einer neuen Ratsordnung. 1434 verlegte er das Offizialatgericht von Arnsberg nach Soest. Außerdem gewährte er der Stadt Einnahmen aus einer neuen Akzise und das Recht, die Befestigungen zu verstärken. Diese Bemühungen, die Stadt an die landesherrliche Politik zu binden, hatten indes wenig Erfolg.

## Zuspitzung des Konflikts
Eine als ungerecht angesehene Steuerforderung 1435/37 rief den Widerstand der Ritterschaft und Städte des Marschallamts Westfalen und der Grafschaft Arnsberg unter maßgeblicher Führung der Stadt Soest hervor. Sie schlossen sich zu einer Erblandesvereinigung zusammen. Im Zuge der Beilegung des Steuerstreits traten auf Seiten von Soest auch eigene städtische Interessen hervor. Dies galt etwa für den Ausbau der Nutzungsrechte am Arnsberger Wald. Dieser Streitpunkt blieb auch nach dem Einlenken des Erzbischofs in Sachen der Erblandesvereinigung bestehen. Sowohl der Landesherr als auch die Stadt hatten die Absicht, ihren Einflussbereich auszudehnen. Dies war eine Ursache des Konfliktes. Da die Stadt Soest an der Spitze des Widerstandes gegen den Erzbischof stand, wollte dieser die Stadt isolieren, damit sie ihre führende Oppositionsrolle verlor. Dietrich von Moers war zudem bestrebt, die städtischen Rechte in der Börde zu beschneiden, was die Stadt nicht hinnehmen konnte. Daraufhin zog der Erzbischof 1441 mit seinen Truppen vor die Stadt. Es kam zu einem Kompromiss, und ein Schiedsgericht sollte die Streitigkeiten schlichten. Die Forderungen des Erzbischofs auf einer Schriftrolle von fünf Metern Länge waren aber so umfangreich, dass ein Nachgeben ein Ende der bisherigen, relativ unabhängigen Stellung der Stadt bedeutet hätte.
1441 erneuerte die Stadt den älteren Freundschaftsvertrag mit Herzog Adolf II. von Kleve zunächst auf vier Jahre. Im selben Jahr schlossen die städtischen Institutionen sowie die ganze Gemeinde einen Bund zum Schutz der städtischen Freiheiten. Sollte der Erzbischof bei seinem Kurs bleiben, wollte sich die Stadt einen neuen Landesherrn suchen. Dem Herzog von Kleve gegenüber signalisierte die Gemeinde, dass sie ihn als neuen Schutzherrn annehmen würde, wenn er der Stadt Hilfe zusichern würde. Durch die Vermittlung der Kölner Domkapitels konnte der Bruch zunächst vermieden werden.
An den grundsätzlichen gegensätzlichen Positionen änderte dies nichts. Der Erzbischof beharrte auf seinen Forderungen und rief sogar das Königliche Kammergericht an. Die Stadt folgte der Ladung nach Graz, sprach dem Gericht aber die Kompetenz in der Sache ab. Auch lehnten die Soester Herzog Bernhard von Sachsen-Lauenburg als Schiedsrichter ab. Der Herzog gab dem Erzbischof 1444 weitgehend Recht. Kaiser Friedrich III. bestätigte diesen Richterspruch kurz darauf. Daraufhin schloss die Stadt im „factum ducale primum“ einen Bund mit Jungherzog Johann von Kleve. Darin versprach sie ihm Huldigung und Treueid, sollte der Erzbischof bis zu einem bestimmten Zeitpunkt nicht einlenken. Verhandlungen blieben ergebnislos. Die Stadt teilte dem Herzog das Scheitern der Verhandlungen mit, worauf dieser am 16. Juni 1444 dem Erzbischof die Fehde ansagte. Johann von Kleve ritt am 22. Juni in Soest ein und nahm von der Stadt Besitz. In einem zweiten Vertrag „pactum ducale secundum“ vom 23. Juni 1444 wurde Johann von Kleve als neuer Landesherr bestätigt, nachdem er die Privilegien der Stadt anerkannt hatte. Die Stadt sagte dem Kölner Erzbischof am 25. Juni die Fehde an:

„Wettet, biscop Dietrich van Moeres, dat wy den vesten Junker Johan van Cleve lever hebbet alls Juwe, unde wert Juwe hiermit affgesaget.“

Es ging dabei um die Sicherung der städtischen Freiheiten und kommunalen Handlungsspielräume. Dazu gehörten auch territoriale Ansprüche etwa hinsichtlich der Nutzung des Arnsberger Waldes. Umgekehrt wurden dem Herzog territoriale Gewinne im Herzogtum Westfalen eingeräumt.

## Kriegsbündnisse
Beide Seiten erfuhren von vielen Fürsten und Städten Unterstützung. So stand zum Beispiel die Stadt Dortmund auf der Kölner Seite – eine Entscheidung, die nach einem heftigen inneren politischen Konflikt in der Reichsstadt gefallen war. Zwar existierte ein Bündnisvertrag mit Soest und anderen großen Städten Westfalens, der erst 1443 erneuert worden war; aber für Dortmund als Reichsstadt wog die Bedeutung der kaiserlichen Acht ungleich schwerer. Hinzu kam, dass der Kölner Erzbischof vom Kaiser als Schirmherr über Dortmund eingesetzt war, woraus sich letztlich die Entscheidung für dessen Partei ergab. Aber Münster und Paderborn sowie die meisten Hansestädte traten auf die Seite von Soest. Diese Unterstützung durch andere Städte war wegen der Lieferung von Lebensmitteln für die Fehde direkt von Bedeutung. Ein Wirtschaftsboykott schwächte zudem die Gegenseite. Der Kölner Erzbischof konnte die antiburgundische Haltung einiger Fürsten nutzen, um seinerseits Bündnisse zu schließen. Er verband sich etwa mit Kurfürst Friedrich II. von Sachsen und dessen Bruder Wilhelm III. von Thüringen. Auch der Bruder des Erzbischofs Heinrich II. von Moers als Bischof von Münster sowie Herzog Wilhelm von Braunschweig unterstützten die Kölner Seite. Es kam auch zu einem Bündnis mit Karl VII. von Frankreich. Allerdings hatte dies keine nennenswerten Auswirkungen auf den Verlauf.
Auf dieser Basis gelang es den Kölnern, eine Armee von 15.000 Mann aufzustellen. Die Zusammenarbeit mit den Thüringern wurde 1447 noch einmal intensiviert; Wilhelm III. hatte wegen des Sächsischen Bruderkriegs ein Heer, das zur Hälfte aus thüringischen Adeligen und zur anderen aus 6000 böhmischen Söldnern bestand, angeworben. Durch den Waffenstillstand vom 12. Mai 1447 zu Naumburg war dieses Heer beschäftigungslos. Bei den Verhandlungen war auch der kurfürstliche Gesandte Georg Spiegel anwesend und so entstand der Plan, die böhmischen Söldner für den Krieg des Kölner Erzbischofs zu übernehmen. Noch im Mai 1447 brach man von Weimar zu dem Feldzug nach Westfalen auf. Am 12. Juni 1447 konnte Wilhelm III. als Söldnerunternehmer dem Kriegsherrn Erzbischof Dietrich von Köln bei Höxter das Heer zuführen. In dem entsprechenden Vertragswerk gingen die Verbündeten noch von einem Sieg aus, so dass die Zahlung der Kriegskosten durch die Plünderung der Stadt Soest hereingebracht werden sollte. Der Konflikt gewann damit Dimensionen über den ursprünglichen Anlass hinaus.

## Verlauf

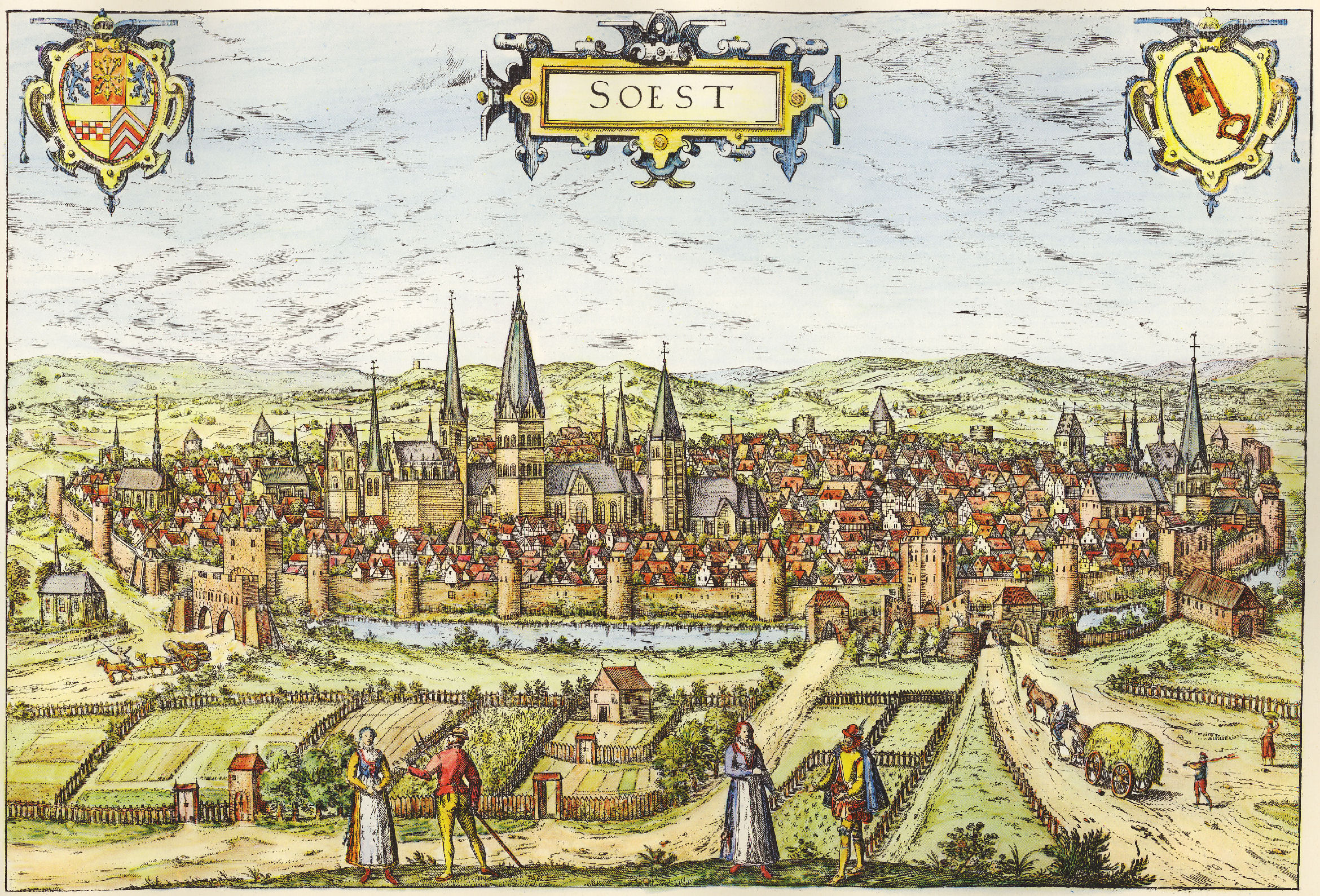
Soest Darstellung von Braun und Hogenberg aus dem 16./17. Jahrhundert

Der ausgebrochene Konflikt führte zu einer fünf Jahre währenden Fehde zwischen dem Erzbischof auf der einen Seite und dem Herzog von Kleve und der Stadt Soest auf der anderen Seite. Anfangs lagen die Schauplätze nicht so sehr im Herzogtum Westfalen als vielmehr in der Hellwegzone und am Niederrhein. Erst 1446/47 verlagerten sich die Auseinandersetzungen auf die Stadt Soest und die Städte des Herzogtums Westfalen.

### Nebenkriegsschauplatz Fredeburg und Bilstein
Eine Art Nebenkriegsschauplatz war der Streit um den Besitz des Landes Fredeburg und der Herrschaft Bilstein. Diese Gebiete waren im Zusammenhang mit dem Verkauf der Grafschaft Arnsberg 1368 an die Grafschaft Mark gefallen. Die Erzbischöfe von Köln erhoben darauf weiter Ansprüche. Die dortigen klevisch-märkischen Amtleute, die Brüder Hunold und Goddert III. von Hanxleden, sagten dem Erzbischof die Fehde an. Der Erzbischof konnte sich indes behaupten. Er gewährte der Herrlichkeit Fredeburg die Anerkennung ihrer Rechte; dafür unterstellte diese sich dem Bischof. Mit der Besatzung der Burg Bilstein und der zugehörigen Gemeinde kam der Erzbischof 1445 überein, dass das Gebiet an das Erzstift fallen sollte, wenn der Herzog von Kleve die Burg nicht fristgemäß auslöste.
Dieses Beispiel macht auch deutlich, wie schwierig für beide Seiten die Finanzierung der Kriegsführung war. Dies war oftmals nur über Verpfändungen von Besitzungen möglich. Neben dem eigentlichen Kampfgeschehen versuchten beide Seiten durch diplomatische Maßnahmen ihre rechtliche oder moralische Position zu verbessern. Der Erzbischof Dietrich von Moers strengte bei Kaiser Friedrich III. ein Verfahren an, um die Stadt Soest mit der Reichsacht zu belegen. Philipp der Gute von Burgund, der zum eigentlichen Führer der klevischen Partei avancierte, appellierte mit Erfolg an die Kurie in Rom. Dabei konnte er die schlechten Beziehungen zwischen dem Erzbischof und Papst Eugen IV. nutzen. Die Soester verteidigten ihr Vorgehen in einem Rechtfertigungsschreiben, das im ganzen Reich verbreitet wurde.

### Kleinkrieg
Der Kampf selber wurde vorwiegend in den Sommermonaten ausgefochten. Die gegenseitigen Angriffe waren verbunden mit Raub, Plünderungen, Brandschatzungen, Erpressungen und anderen Arten der Gewalt gegen Menschen und Sachen. Es kam auf beiden Seiten fast täglich zu Übergriffen. Vielfach wurden Frauen, Kleriker oder Händler misshandelt. Siedlungen, Klöster und Kirchen wurden zerstört. Über die Fehde hinaus warfen sich beide Seiten Frauenschändungen vor. Auf kölnischer Seite waren Hauptträger der Aktionen verschiedene besoldete Funktionsträger wie der Marschall von Westfalen Johann von Spiegel oder der Arnsberger Amtmann Johann von Schädigen. Deren Vorgehen gegen Soester Interessen vor dem Krieg waren im Übrigen Mitauslöser des Konflikts, hatten sie doch schon 1441 der Stadt die Fehde erklärt.
Zu Beginn der Kriegshandlungen lag in der Stadt Soest bereits eine starke klevische Besatzung. Auf Seiten von Soest kämpfte auch die Stadt Lippstadt. Diese Stadt griff Erwitte, Geseke und Salzkotten an. Anfangs eher als Kleinkrieg mit gegenseitigen Überfällen, wurde der Konflikt seit Winter 1445 zunehmend erbitterter ausgetragen. Zusammen mit den Münsterschen und Dortmunder Truppen griffen die Kölner Sassendorf und Lohne an. Die Soester setzten sich in Meiningsen fest. Die Lippstädter besetzten Erwitte.
Seit dem Frühjahr 1445 wurden in Sachsen und Thüringen Söldnertruppen angeworben. Diese sollten zunächst den Kölner Erzbischof in Westfalen unterstützen und danach gegen die Burgunder die sächsischen Ansprüche auf Luxemburg durchsetzen. Die Rüstungen auf Kölner Seite führten dazu, dass sich Soest mit Münster (das damit auf der Seite der Gegner des eigenen Bischofs stand) sowie mit Hamm, Unna und Lippstadt verbündete. Nur Lippstadt beteiligte sich militärisch. Aber der Bischof von Münster war in seinem Spielraum, den Erzbischof zu unterstützen, stark eingeschränkt.
Ein nächtlicher Angriff der Kölner auf das klevische Duisburg im März 1445 konnte von den Wächtern der Stadt noch rechtzeitig bemerkt werden. Als die Angreifer versuchten, die Mauern zu besteigen, wurden sie erfolgreich zurückgeschlagen und mussten schließlich aufgeben. Märkische Truppen beschädigten bei Kämpfen auf dem Territorium Dortmunds den Steinernen Turm.
Insgesamt ging das Kriegsjahr 1446 mit kleineren Gefechten vorüber. Bei den Überfällen 1446 gerieten etliche Dortmunder in märkische Gefangenschaft. Bei einer Niederlage der Kölner bei Soest gerieten zahlreiche Kölnische, darunter der Drost Johann von Schädingen, in Gefangenschaft und mussten freigekauft werden. Diese Niederlage wurde von der Gegenseite durch Spottlieder gefeiert. Im September brandschatzten Recklinghäuser und Dortmunder mit 700 Mann und 250 Pferden im Raum bei Blankenstein und Hattingen. Vom Krieg betroffen wurden im Herzogtum Westfalen selbst unter anderem Belecke, Rüthen und Kallenhardt. An Neheim wurde Ende 1446 von den Soestern Feuer gelegt. Vermittlungsversuche des Burgunderherzogs und des Kurfürsten von der Pfalz brachten kein Ergebnis.

### Eskalation des Krieges

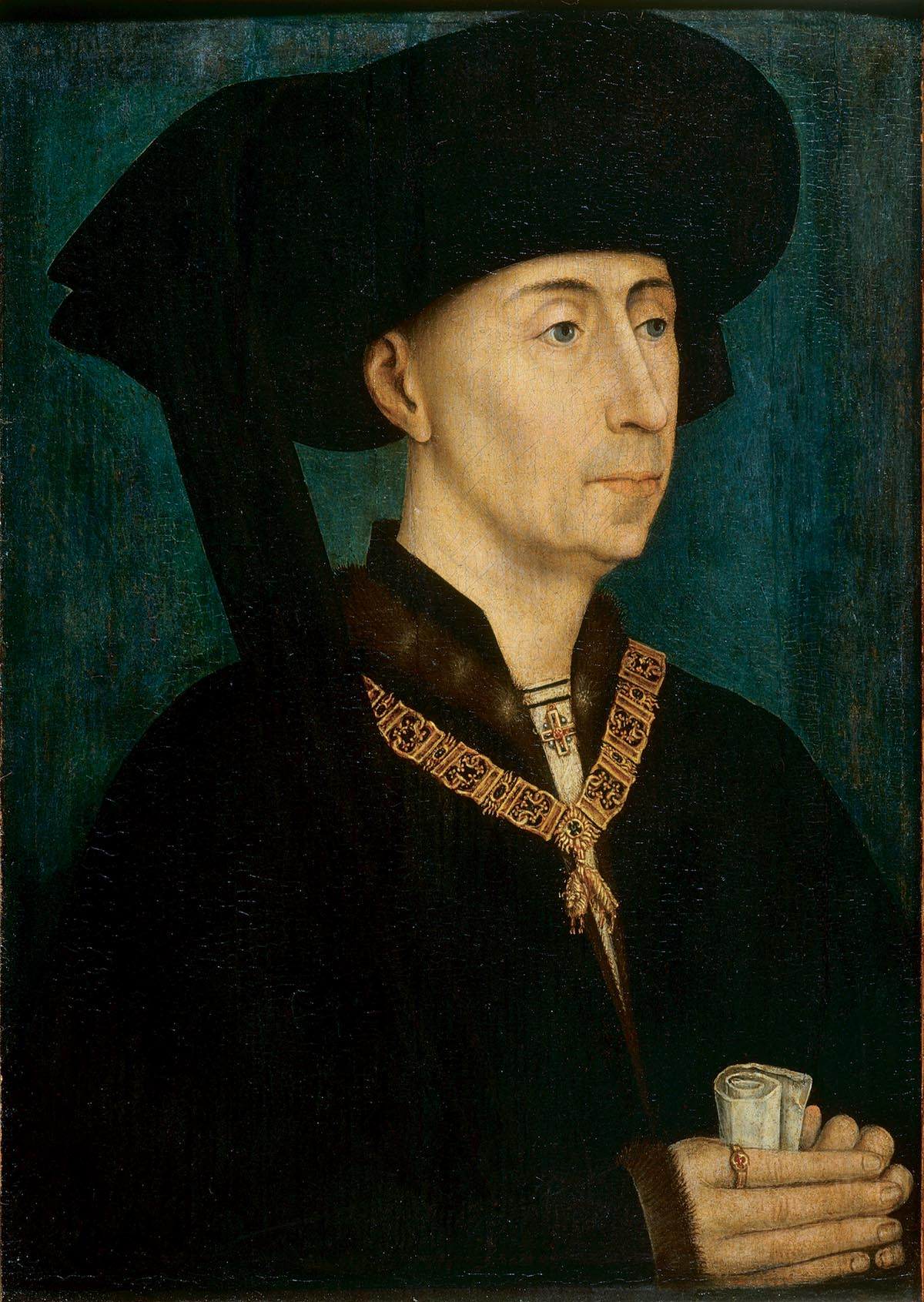
Herzog Philipp der Gute von Burgund

Die Lage schien sich zu Gunsten des Erzbischofs zu wenden, als 1447 aus Sachsen und Thüringen ein 12.000 Mann starkes Söldnerheer unter dem Befehl von Herzog Wilhelm III. von Thüringen auf dem Kriegsschauplatz eintraf. Der Krieg wuchs spätestens jetzt zu einem grausamen Verheerungsfeldzug. Das Söldnerheer des Erzbischofs, darunter sogar eine bedeutende Streitmacht der von der katholischen Kirche gebannten, gleichwohl vom Erzbischof eingesetzten gefürchteten Hussitenkrieger, nahm zahlreiche Städte ein. Die Truppen überschritten bei Holzminden die Weser und marschierten brandstiftend und plündernd durch die auf Klever Seite stehende Grafschaft Lippe gegen Lippstadt. Münster, Herford, Paderborn und andere Städte wurden aus Furcht vor den Truppen veranlasst, ihre Unterstützung für die Soester Seite zumindest vorläufig aufzugeben. Die Söldner zerstörten die Stadt Blomberg nahezu vollständig, belagerten schließlich im Sommer desselben Jahres Lippstadt. In der Stadt lagen starke gegnerische Truppen und die Stadt verfügte über genügend Geschütze, so dass die Belagerung ergebnislos blieb. Auch wurden im Raum Bochum und Wattenscheid bis hin zu Steele in diesem Sommer Plünderungen begangen. Wegen Unstimmigkeiten um die Soldzahlung und Verpflegung kam es zwischen Söldnern und Erzbischof zu Konflikten und zum Beschluss, die Entscheidung in Soest zu suchen.
Daraufhin zogen die Truppen nach Soest. Johann von Kleve leitete selbst die Verteidigung der Stadt. Die Stadt wurde beschossen, belagert und mehrfach bestürmt. Auch weil die Soldzahlungen und Lebensmittellieferungen ausblieben, kam es zum Entschluss, die Stadt zu stürmen. Dieser Versuch scheiterte, und die Söldner und das thüringische Heer zogen nach Osten ab.
Damit hatte sich die Situation zu Ungunsten des Erzbischofs entwickelt. Beide Seiten begannen Friedensbereitschaft zu zeigen. Es kam zu einem Waffenstillstand, der im Winter 1447/48 mehrfach erneuert wurde. Erste Verhandlungen zum Ende des Konflikts blieben 1448 erfolglos. Ungelöst blieben dabei die finanziellen Forderungen gegen den Erzbischof. Die Kosten für das böhmische Söldnerheer für Wilhelm III. beliefen sich auf 156 351 rheinische Gulden, davon entfielen auf Sold 48 852 rheinische Gulden und auf den Schadenersatz 56 760 Gulden. Die Kosten für das deutsche Heer wurden pauschal auf 85 742 Gulden, abzüglich der während des Kriegszugs geleisteten Zahlungen in der Höhe von 11 674 Gulden ergab sich eine Gesamtsumme von 230 419 Gulden. Da alle Zusagen des Erzbischofs in der Hoffnung auf einen militärischen Erfolg gemacht worden waren, war er zahlungsunfähig. Im September 1487 reduzierten die Nachfolger von Wilhelm III. die Forderungen an das Erzstift Köln auf 100 000 Gulden. Der Nachfolger auf dem Bischofsstuhl, Hermann von Hessen, bot eine Summe von 31 000 Gulden zahlbar in jährlichen Raten von 2 000 Gulden an, die auch nicht vollständig bezahlt wurden. Noch in den 1530er Jahren machte Kurfürst Johann Friedrich von Sachsen die Schulden aus dem Kriegszug zum Verhandlungsgegenstand.

## Folgen

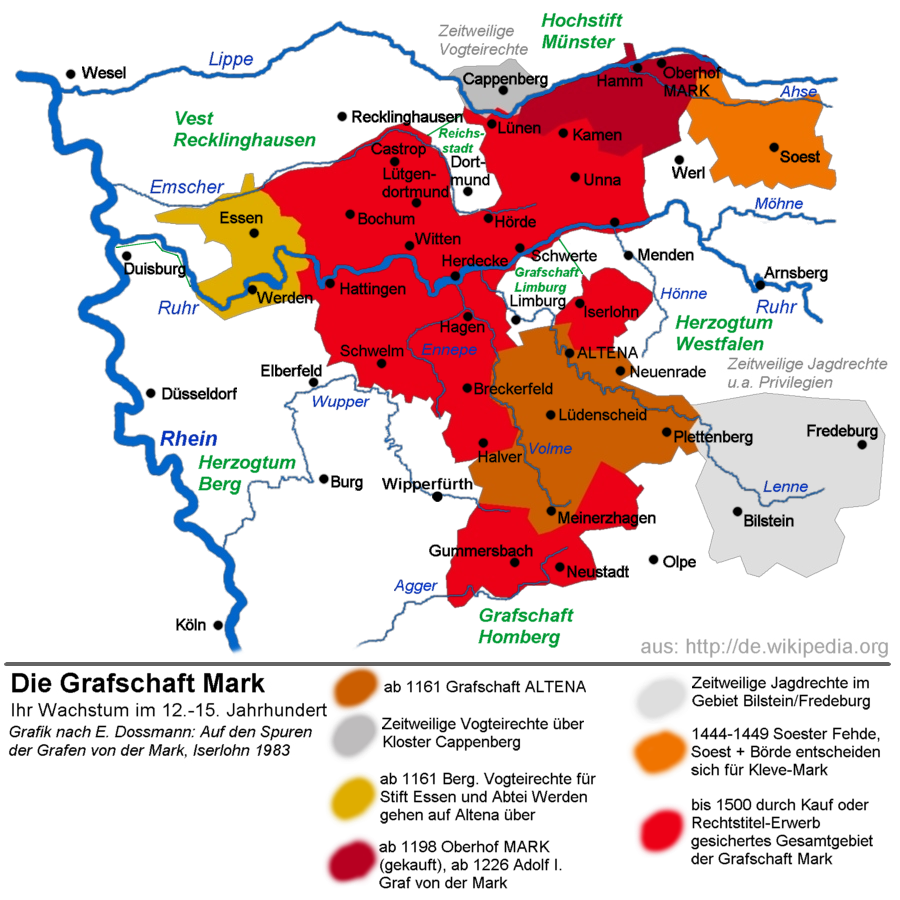
Territoriale Veränderungen durch die Soester Fehde. In Orange: Kleve-Mark gewinnt Soest und die Soester Börde; in Grau: Kleve-Mark verliert seine Rechte in Fredeburg und Bilstein

Etwa im April 1449 wurden die Kämpfe endgültig eingestellt. Durch die Vermittlung des Herzogs Philipp von Burgund sowie der päpstlichen Legaten Nikolaus von Kues und Juan Carvajal konnte in Maastricht ohne unmittelbare Beteiligung von Soest ein Friedensvertrag geschlossen werden. Soest verblieb im Herzogtum Kleve-Mark. Auch Xanten kam in klevischen Besitz. Der Erzbischof seinerseits konnte Bilstein und Fredeburg behalten. Die Einheit der westfälischen Städte im Herzogtum Westfalen war zerfallen. Die neuen Grenzen wurden in der Reformation auch zu Konfessionsgrenzen und sind bis heute in der Soester Börde zu erkennen.
Das vormals in Soest angesiedelte Offizialatgericht für das Herzogtum Westfalen wurde infolge der Auseinandersetzungen als Entschädigung an die Stadt Werl vergeben, die wegen ihrer Treue zum Landesherrn stark unter den Folgen der Fehde mit der Nachbarstadt zu leiden hatte.
Infolge der Fehde konnte der ehemalige Grafensitz Arnsberg eine größere Rolle in der Verwaltung des Herzogtums Westfalen übernehmen, da Soest, als vorher größte Stadt des westfälischen Territoriums der kölnischen Bischöfe, für diese Funktionen nicht mehr zur Verfügung stand. Bereits 1446 war das Vest Recklinghausen vom Kölner Erzbischof zur Finanzierung des Krieges an die Herren von Gemen verpfändet worden – ein Zustand, der über die Grafen von Holstein-Schaumburg-Gemen bis 1576 anhielt.
Das Ausscheiden von Soest aus dem Herzogtum Westfalen bedeutete, dass die Kleinstädte des Sauerländer Berglandes nicht nur den intensiven kulturellen, sondern auch den wirtschaftlichen Kontakt zu Soest verloren. Damit verlor das Land weitgehend seine bisherigen überregionalen wirtschaftlichen Beziehungen etwa zur Hanse sowie seinen wichtigsten Absatzmarkt für gewerbliche Produkte. Anderen Städten gelang es nicht, die Rolle von Soest als wirtschaftlichem Zentrum zu übernehmen. Die Wirtschaft war in der Folge, vielleicht abgesehen von montanwirtschaftlichen Produkten, auf den Binnenmarkt konzentriert. Der Verlust von Soest erscheint so als ein Faktor für die wirtschaftliche Rückständigkeit der Region im Vergleich zum Siegerland oder der Grafschaft Mark.
Soest selbst hatte nach der Fehde eine staatsrechtlich besondere Stellung im Herrschaftsbereich der Herzöge von Kleve-Mark inne. Die Stadt war weitgehend unabhängig und die Herrschaft der Herzöge kaum spürbar. Diese Position konnte Soest bis in die Zeit von Friedrich II. behaupten. Aber die Trennung von dem früheren wirtschaftlichen Hinterland hatte auch für die Stadt negative Folgen. Solange die Hanse noch eine Rolle spielte, konnte sie noch eine gewisse Vorrangstellung bewahren. Doch mit dem Niedergang der Hanse sank Soest allmählich zu einer Landstadt herab, deren Einfluss weitgehend auf die Börde beschränkt war.
Der Dichter der Siegeslieder, in zeitgenössischen Quellen „Vrischemai“ genannt, wurde titelgebend für das historistische Epos Dietwald Vrischemai über die Zeit der Soester Fehde von Wilhelm Wilms (1907). In jüngster Zeit finden regelmäßig Reenactment-Veranstaltungen zur Fehde in Soest statt. In Belecke erinnert seit Jahrhunderten der Belecker Sturmtag an den gescheiterten Versuch der Soester 1448, die Stadt zu erobern. Seit 2022 ist der Sturmtag in die Liste des immateriellen Kulturerbes der UNESCO auf der Ebene des Landes Nordrhein-Westfalen aufgenommen.